# Kwethluk
Kwethluk es una ciudad ubicada en el Área censal de Bethel en el estado estadounidense de Alaska. En el Censo de 2010 tenía una población de 721 habitantes y una densidad poblacional de 23,96 personas por km².

## Geografía
Kwethluk se encuentra en las coordenadas 60°48′44″N 161°26′9″O / 60.81222, -161.43583. Según la Oficina del Censo de los Estados Unidos, Kwethluk tiene una superficie total de 30.1 km², de la cual 26.06 km² corresponden a tierra firme y (13.43%) 4.04 km² es agua.

## Demografía
Según el censo de 2010, había 721 personas residiendo en Kwethluk. La densidad de población era de 23,96 hab./km². De los 721 habitantes, Kwethluk estaba compuesto por el 2.22% blancos, el 0% eran afroamericanos, el 94.17% eran amerindios, el 0.14% eran asiáticos, el 0% eran isleños del Pacífico, el 0% eran de otras razas y el 3.47% pertenecían a dos o más razas. Del total de la población el 0% eran hispanos o latinos de cualquier raza.

## Localidades adyacentes
El siguiente diagrama muestra a las localidades más próximas a Kwethluk .